# District de Xinglongtai
Le district de Xinglongtai (兴隆台区 ; pinyin : Xīnglóngtái Qū) est une subdivision administrative de la province du Liaoning en Chine. Il est placé sous la juridiction de la ville-préfecture de Panjin.